# 해리 베어드

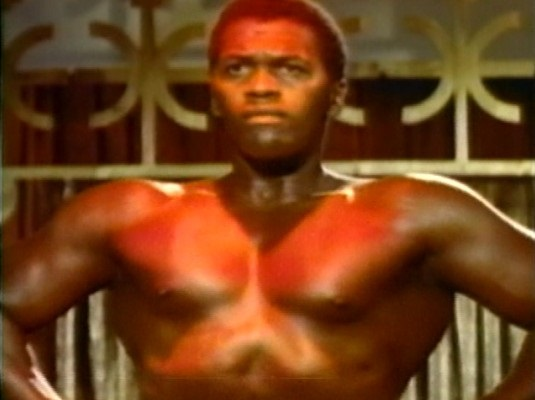

해리 베어드(Harry Baird, 1931년 5월 12일 ~ 2005년 2월 13일)는 영국의 배우, 연극 배우, 영화배우, 텔레비전 배우이다.
조지타운에서 태어났으며 런던에서 사망하였다. 사인은 암이다.

## 영화
- 몬테 크리스토 백작 (1975년)
- 펀 앤 게임즈 (1971년)
- 이탈리안 잡 (1969년)
- 고성을 사수하라 (1969년)
- 위스퍼러스 (1967년)
- 더 웬즈데이 플레이 (1964년)
- 비밀첩보원 (1964년)
- 타우르 더 마이티 (1963년)
- 토르 앤 더 아마존 우먼 (1963년) - Ubaratutu 역
- 홍콩으로 가는 길 (1962년)
- 마크 (1961년)
- 야성의 킬리만자로 (1959년)
- 사파이어 (1959년) - 조니 피들 역